# Zaadleider

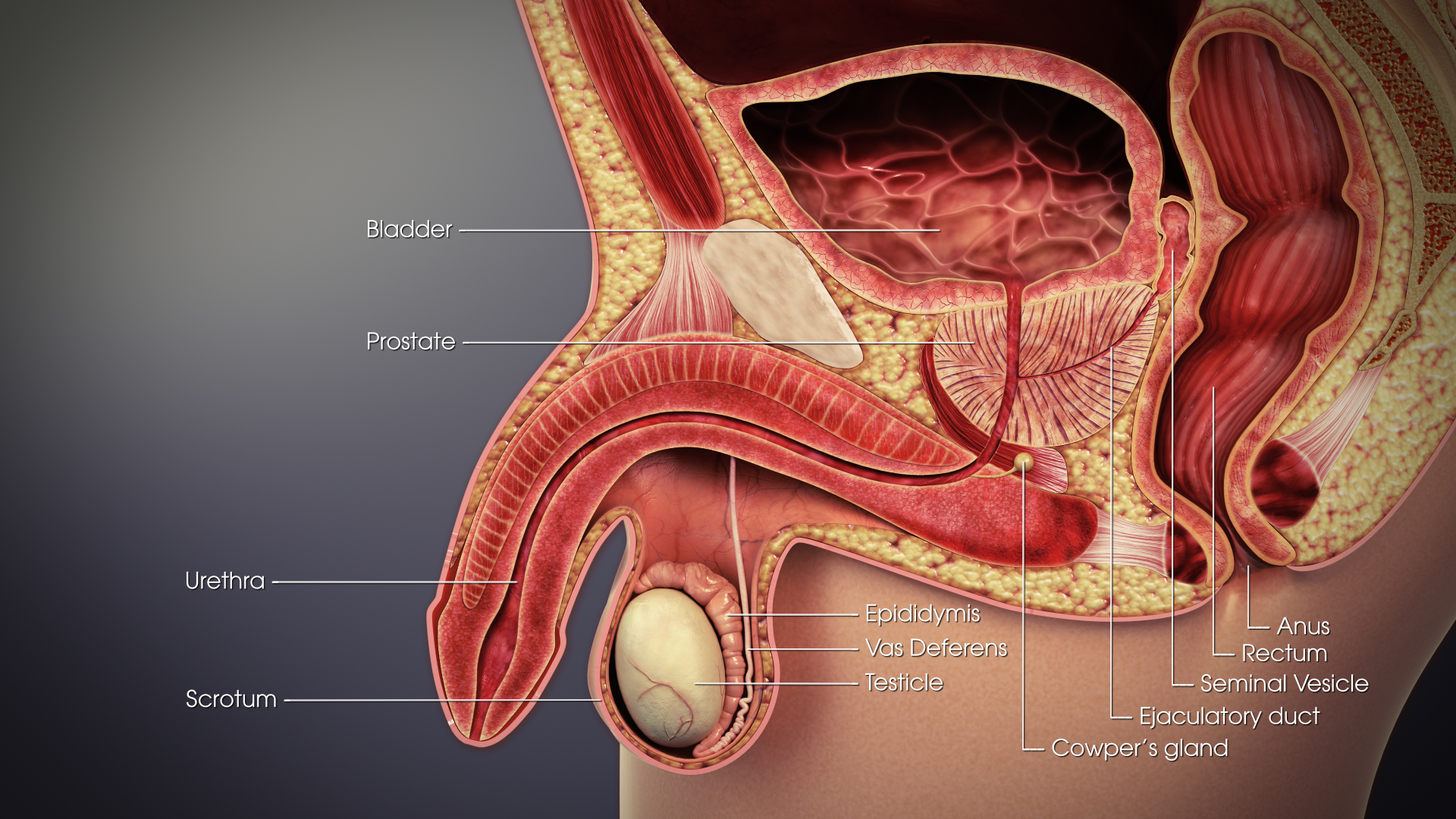
Zaadleider (Vas Deferens)

De twee zaadleiders, ductus deferentes of vasa deferentia leiden de zaadcellen vanuit elke bijbal richting de prostaat, waar er per zaadleider een zaadblaasje is dat zaadvocht met voedingsstoffen toevoegt (hierna wordt het pas sperma genoemd).
Dit gebeurt pas net voor er een zaadlozing (ejaculatie) plaats gaat vinden. Het zo gevormde sperma gaat vanaf de prostaat via het ejaculatiekanaal verder door de urinebuis van de penis naar buiten. De lengte van elke zaadleider is bij een volwassen man ongeveer 60 cm.
Bij de sterilisatie van de man wordt onder plaatselijke verdoving door middel van een kleine snede in de huid van de balzak (scrotum), de zaadleiders doorgeknipt en dichtgebonden waardoor er azoöspermie ontstaat. Men noemt deze ingreep een bilaterale vasectomie.